# 三重県道路公社
三重県道路公社（みえけんどうろこうしゃ）は、三重県津市にあった地方道路公社。

## 概要
- 所在地：三重県津市栄町1丁目891番地
- 設立団体：三重県

## かつて管理していた道路
- 青山高原有料道路 - 1984年4月1日無料開放。
- 伊勢有料道路 - 1985年8月14日無料開放。
- 富田山城有料道路 - 1996年7月20日無料開放。
- 鈴鹿公園有料道路 - 1997年11月12日無料開放。
- 志摩開発有料道路第1期（パールロード第1期） - 2003年4月1日無料開放。
- 志摩開発有料道路第2期（パールロード第2期） - 2006年7月1日無料開放。
- 伊勢二見鳥羽有料道路（伊勢二見鳥羽ライン）- 2017年3月11日無料開放。